# The Sonny Side of Chér
The Sonny Side of Chér este cel de-al doilea album de studio al cântăreței și actriței americane Cher, lansat pe 28 martie 1966 de către Imperial. Pentru album, Cher a colaborat din nou cu Sonny Bono și Harold Battiste. Albumul este în mare parte un album cover și conține două melodii scrise de Bono. Titlul albumului este un joc de cuvinte cu numele primului soț al lui Cher, Sonny Bono. Acest album de succes al lui Cher din anii '60, a fost lansat pe CD în 1992 de EMI împreună cu primul album al lui Cher ca 2fer. În 1995, EMI a relansat acest 2fer cu albumul Chér. Ultima versiune a albumului a fost lansată în 2005 doar în Marea Britanie de către BGO Records. Aceste ediții prezintă o ordine diferită a pieselor decât LP-ul original.

## Context și producție
După succesul albumului ei anterior, Cher a înregistrat rapid un alt album. The Sonny Side of Chér a fost în top cu al doilea album de studio al lui Sonny & Cher, The Wondrous World of Sonny & Cher. Albumul urmează aceeași formulă a albumului anterior, cu coperti rearanjate și piese noi scrise de Bono. The Sonny Side of Chér a avut în general mai puțin succes decât lansarea anterioară, dar a produs hituri mai mari decât primul album. Conține primul hit solo din Top Ten al lui Cher, melodia scrisă de Bono „Bang Bang (My Baby Shot Me Down)”.Cu „Bang Bang”, Cher s-a instalat definitiv în cultura pop americană. Albumul a mai avut două piese cu influență franceză, „A Young Girl” și „Our Day Will Come” și faimosul „Milord” al lui Edith Piaf.
La fel ca albumul ei anterior, All I Really Want to Do, Cher a făcut un cântec scris și interpretat de Bob Dylan, „Like a Rolling Stone”. Albumul a inclus și „It’s Not Unusual” de Tom Jones, melodia populară „Our Day Will Come” și „The Girl from Ipanema”.  Alte cover-uri sunt „A Young Girl” și „Ol’ Man River”

## Single-uri
Două single-uri au fost lansate de pe acest album; ambele au fost scrise de Bono. „Where Do You Go”, prima lansare single a albumului, a fost o imitație a lui Dylan și a ajuns pe locul 25 în Billboard Hot 100 și pe locul 17 în topurile single canadiene. Cel de-al doilea single lansat a fost cel mai de succes cântec a lui Cher din anii 60, „Bang Bang (My Baby Shot Me Down)”, care a atins vârful în SUA pe locul 2 și care a fost, de asemenea, un hit în UK Singles Chart pe locul 3. Melodia a fost interpretată de Bono în albumul live Sonny & Cher Live in Las Vegas Vol. 2, iar mai târziu a fost reînregistrat pentru albumul de studio Cher din 1987.

## Recepție critică
Albumul a primit recenzii mixte de la criticii muzicali. Tim Sendra de pe site-ul AllMusic a scris că, deși albumul folosește „formula folk-rock de pe albumul ei anterior este o încântare”, The Sonny Side of Cher nu este „nimic mai mult decât o curiozitate care provoacă chicoteala, doar genul de înregistrare prostească. ascultătorii ocazionali s-ar putea aștepta de la duo.” El a lăudat melodiile cover „Like a Rolling Stone” de Bob Dylan, „Elusive Butterfly” și „Come to Your Window” de Bob Lind, dar a criticat sunetul fol-rock în melodii pop precum „It’s Not Unusual”, „Our Day Will Come” și „The Girl from Ipanema”. El a concluzionat că „albumul este condamnat de lipsa de inimă și incapacitatea de a se ridica deasupra formulei”. Revizuirea revistei Billboard a numit albumul „bine produs”, „bine interpretat” și un „articol în mișcare rapidă”.

## Performanță comercială
The Sonny Side of Chér a atins apogeul pe locul 26 în Billboard 200. Albumul a intrat în top în timp ce The Wondrous World of Sonny & Cher se afla, de asemenea, în topuri. Albumul a intrat, de asemenea, în UK Albums Chart și a debutat pe locul 28 în mai, și a atins cea mai înaltă poziție (11) trei săptămâni mai târziu. Albumul a rămas în top 11 săptămâni și a ieșit în iulie. The Sonny Side of Chér a fost, de asemenea, ultimul album al lui Cher care a intrat în topul albumelor din Marea Britanie până la albumul ei de revenire din 1987 Cher (lansat de Geffen). The Sonny Side of Chér a intrat, de asemenea, în topul albumelor din Norvegia și a ajuns pe locul 17.